# Sakura no Furu Machi
Sakura no Furu Machi (サクラの降る町?) es una novela ligera escrita por Haruo Ogawa e ilustrada por Fly. La novela ganó el premio especial del sello editorial KA Esuma Bunko en los décimos Kyoto Animation Awards, y comenzó a ser publicada por Kyoto Animation bajo el mismo sello desde el 22 de mayo de 2020, y hasta el momento han sido publicados dos volúmenes.

## Sinopsis
La historia se centra en un misterioso fenómeno en el que los pétalos caen del cielo: el «Amazakura». Este evento finalmente enlaza los destinos de dos chicas que cuentan cada una con determinados problemas.
Tsubasa, quien ha decidido alejarse del mundo al no sentirse valorada por nadie, ni por ella misma; Hiyori, quien está traumatizada por su pasado y es incapaz de avanzar hacia adelante; con la adición de Luka, quien ha llegado a la ciudad con cierto objetivo.

## Personajes
Tsubasa Kamiyashiki (神屋敷ツバサ?  Kamiyashiki Tsubasa)
El personaje principal de la misma obra. Ha estado alejada de su amiga de la infancia Hiyori desde el incidente en la escuela secundaria y vive una vida aislada en la escuela.
Hiyori Tamaki (環木ヒヨリ Tamaki Hiyori?)
La amigo de la infancia de Tsubasa que pertenece a la «Organización de Estudiantes».
Luka Shibuki (紫々吹ルカ Shibuki Luka?)
Una estudiante de transferencia en la clase de Tsubasa. Vine a Kokonoe para explorar el misterio del «Amazakura».

## Publicación
Sakura no Furu Machi es escrito por Haruo Ogawa e ilustrador por Fly. La novela ganó el premio especial KA Esuma Bunko en los décimos premios Kyoto Animation Awards y Kyoto Animation comenzó a publicar la serie impresa bajo su sello KA Esuma Bunko el 22 de mayo de 2020, y hasta el momento han sido publicados dos volúmenes.
| Volúmenes de novelas ligeras publicadas | Volúmenes de novelas ligeras publicadas | Volúmenes de novelas ligeras publicadas |
| Número                                  | Fecha de publicación                    | ISBN                                    |
| --------------------------------------- | --------------------------------------- | --------------------------------------- |
| 1                                       | 22 de mayo de 2020                      | ISBN 978-4-907064-59-4                  |
| 2                                       | 10 de diciembre de 2021                 | ISBN 978-4-910052-24-3                  |